# Northeast Asia Trade Tower
La Northeast Asia Trade Tower o NEATT (coreano: 동북아무역타워) es un rascacielos situado en Songdo International City, el proyecto de bienes inmuebles privado más caro en la Zona Económica Libre de Incheon, Corea del Sur. El edificio de 305 m (1 001 ft) de altura tiene 68 plantas. Sobrepasó al anterior más alto, Samsung Tower Palace de Seúl, cuando llegó a su altura máxima en 2009.
El edificio pretende ser una atracción del Songdo International Business District. Incluye 19 plantas de espacio de oficinas de clase A, el observatorio más alto de Corea del Sur en la planta 65, un hotel de lujo, residencias, y comercios. Las plantas libres de columnas incluyen un lobby de oficinas en la planta baja, plantas de caliza francesa y muros de pizarra de Vermont.
El edificio está situado al lado de Songdo Convensia, del Centro Comercial Riverstone, y del Sheraton Incheon Hotel. Tiene un extenso aparcamiento situado al lado, y tendrá un acceso peatonal a una futura estación de metro. NEATT permite a un alto número de peatones entrar al lobby de oficinas por escaleras mecánicas. El vestíbulo es frecuentado por los residentes de NEATT, y por residentes de otros edificios cercanos.
En febrero de 2010, el observatorio de la planta 65 abrió al público para la reunión de los ministros de finanzas de las principales economías del G-20.